# Kościół Podwyższenia Krzyża Świętego w Katowicach
Kościół Podwyższenia Krzyża Świętego w Katowicach – rzymskokatolicki kościół parafialny pod wezwaniem Podwyższenia Krzyża Świętego przy ul. Pięknej w katowickiej dzielnicy Brynów-Osiedle Zgrzebnioka.
Odpust przypada na niedzielę po 13 września, w związku ze świętem Podwyższenia Krzyża Świętego obchodzonym w liturgii 14 września.

## Historia
Z inicjatywą budowy kościoła-pomnika dla tragicznie zmarłych górników podczas pacyfikacji strajku w kopalni „Wujek” 16 grudnia 1981 roku wystąpił bp Herbert Bednorz. Ordynariusz katowicki uzyskał zgodę wojewody katowickiego gen. Romana Paszkowskiego. Kamień węgielny wmurował bp Damian Zimoń 16 grudnia 1986 roku. Autorami projektu zostali architekci Jerzy Kubica i Jacek Machnikowski. Za prace budowlane odpowiadał inż. Bronisław Sadowski i proboszcz ks. Kazimierz Fyrla. Projekt wystroju wnętrza przygotował artysta plastyk Stanisław Rabaszowski. Dolny kościół poświęcił bp Damian Zimoń 16 grudnia 1986 roku. W 1988 zakupiono trzy dzwony. Uroczystego poświęcenia kościoła dokonał bp Damian Zimoń 14 grudnia 1991 roku.
W 14. rocznicę pacyfikacji „Wujka” 16 grudnia 1995 roku ufundowana przez siebie pamiątkową tablicę odsłonił prezydent Lech Wałęsa. Stacje Drogi Krzyżowej nawiązujące tematyką do historii dziewięciu zamordowanych górników zaprojektował artysta plastyk Witold Pałka. Zabytkowe organy pochodzą z kościoła bonifratrów w Katowicach-Boguciach.

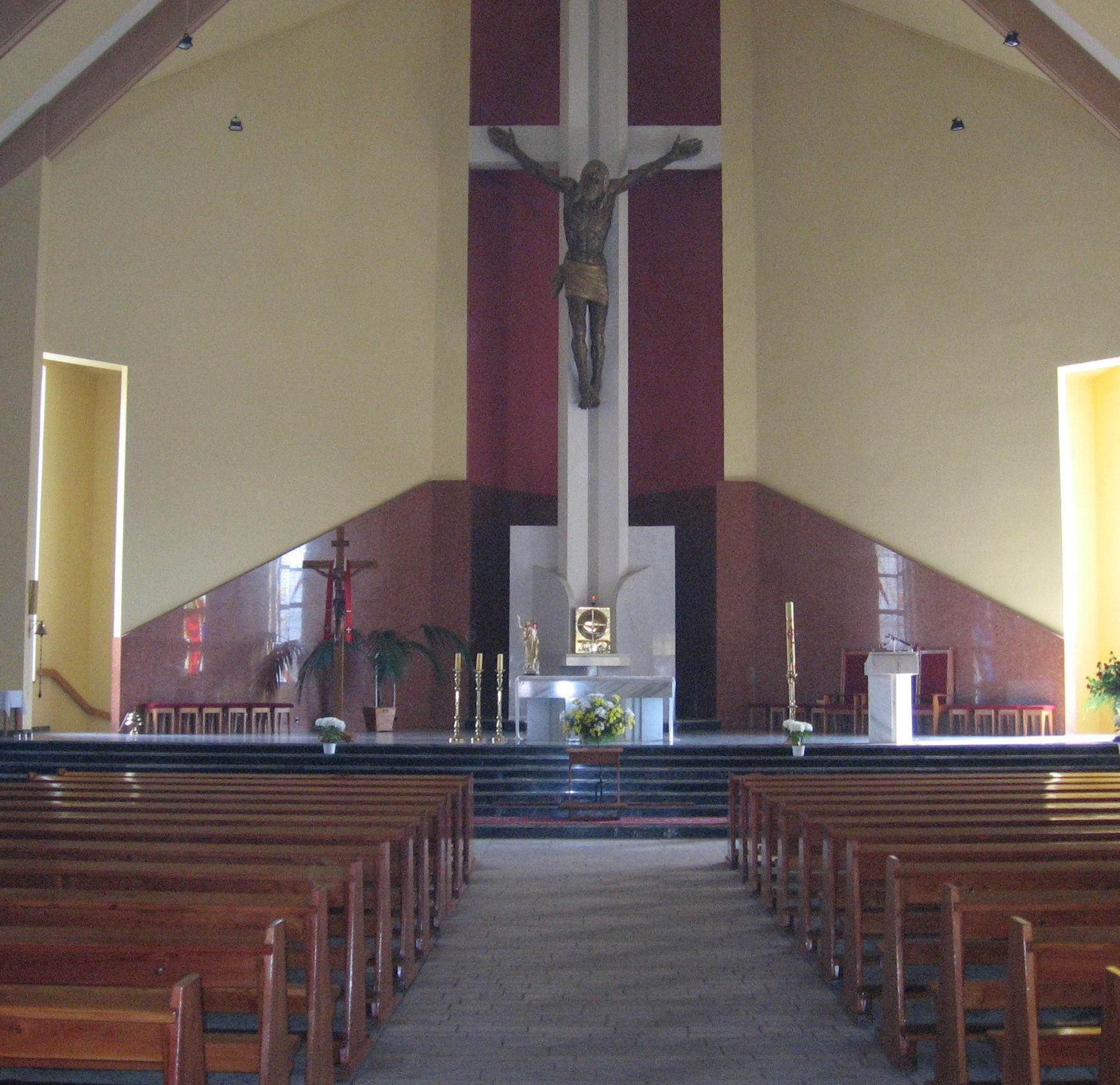
Wnętrze kościoła
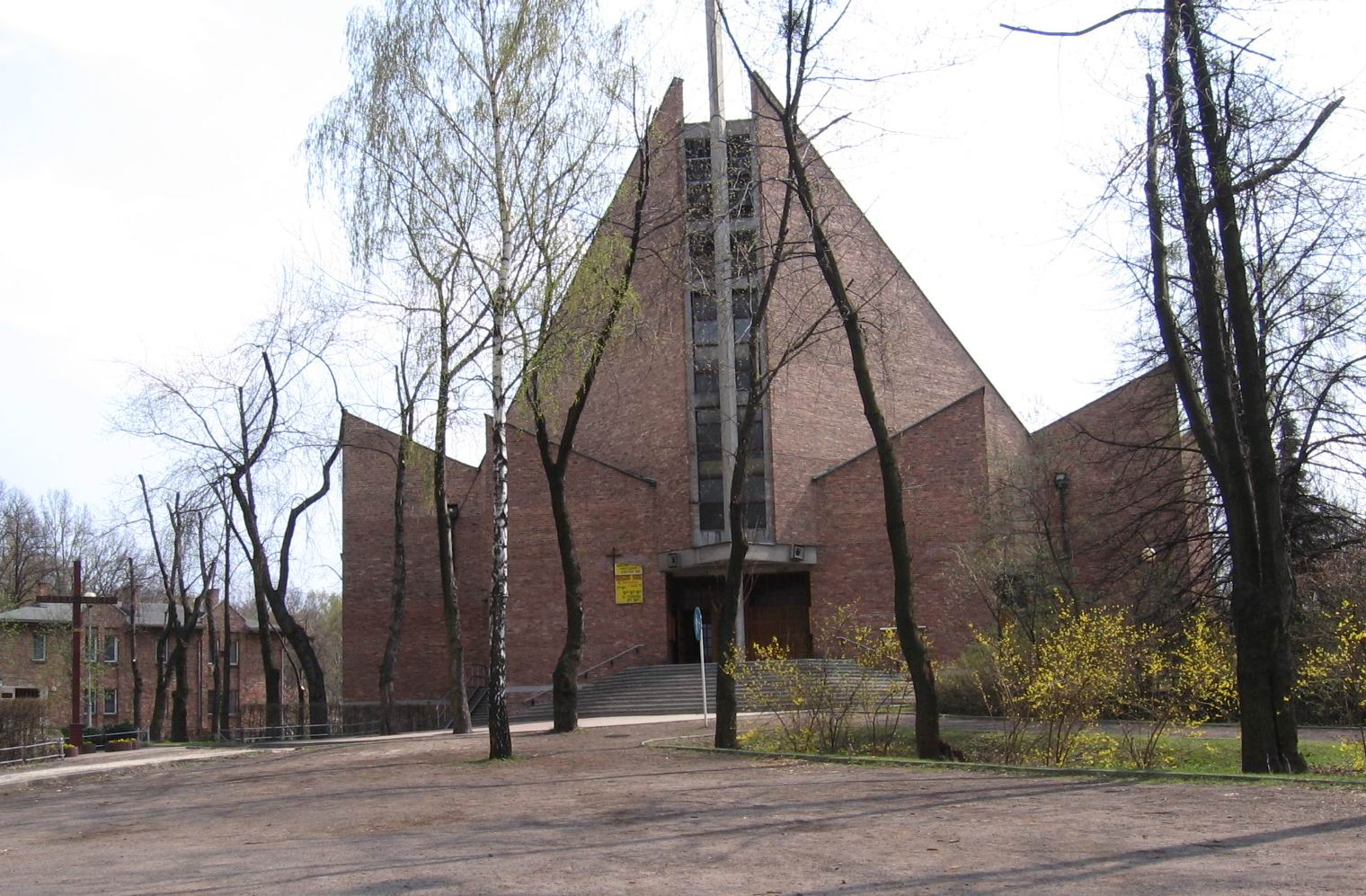
Widok od ul. Pięknej